# Georgetown (Guyana)
Georgetown ist die Hauptstadt von Guyana. Sie hat 32.563 Einwohner in der eigentlichen Stadt und 134.599 in der Agglomeration (Stand jeweils 1. Januar 2005). Das 1781 gegründete Georgetown ist Sitz der Karibischen Gemeinschaft.  Die Stadt wurde nach dem britischen König George III. benannt.

## Geographie
Georgetown liegt an der Mündung des Demerara in den Atlantik in der Region Demerara-Mahaica in einem Flachland, das hier die Holländer entwässert und befestigt haben. Die Stadt ist durch Deiche geschützt. Rund 20 km nordwestlich der Stadt mündet der Fluss Essequibo in den Atlantik.

## Stadtbild

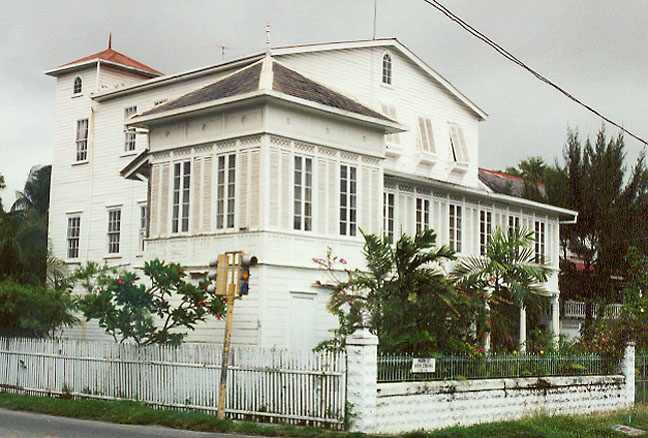
Kolonialgebäude

Georgetown ist vom Kontrast zwischen repräsentativen Gebäuden in der Innenstadt und den Wellblechhütten in den Außenbezirken geprägt. Traditionell sind die meisten Häuser der Stadt in Holzbauweise errichtet, so das 1887–1889 gebaute Rathaus, das durch reich verzierte Balkons und einen vorspringenden Turm besticht sowie das 1829–1834 von der britischen Kolonialverwaltung errichtete Regierungsgebäude. Typisch für die Bauweise dieser Kolonialbauten ist ihr verschnörkelter, verspielter Stil und ihre Bemalung in den buntesten Farben. Viele stehen auf bis zu drei Meter hohen Pfählen, um die Bewohner vor Bodenfeuchtigkeit und Überschwemmung zu schützen und zugleich in dem heißen Tropenklima alle Möglichkeiten der Windkühlung auszunutzen. Unübersehbar im Stadtbild ist der 45 Meter hohe Turm der anglikanischen St. George’s Cathedral, die 1892 eingeweiht wurde und als eine der höchsten Holzkirchen der Welt gilt.

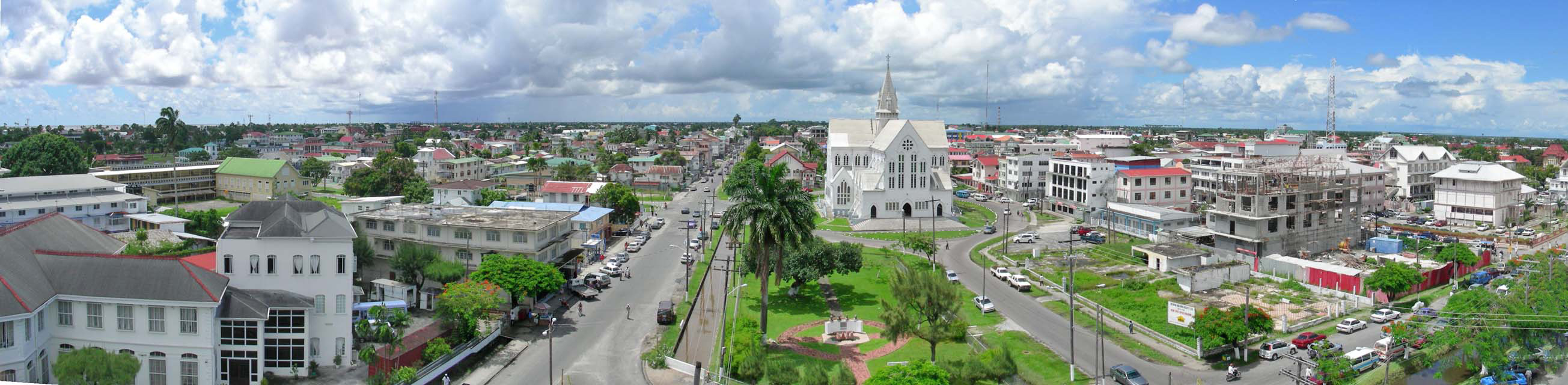
Stadtzentrum mit der weißen St. George’s Cathedral im Bildzentrum

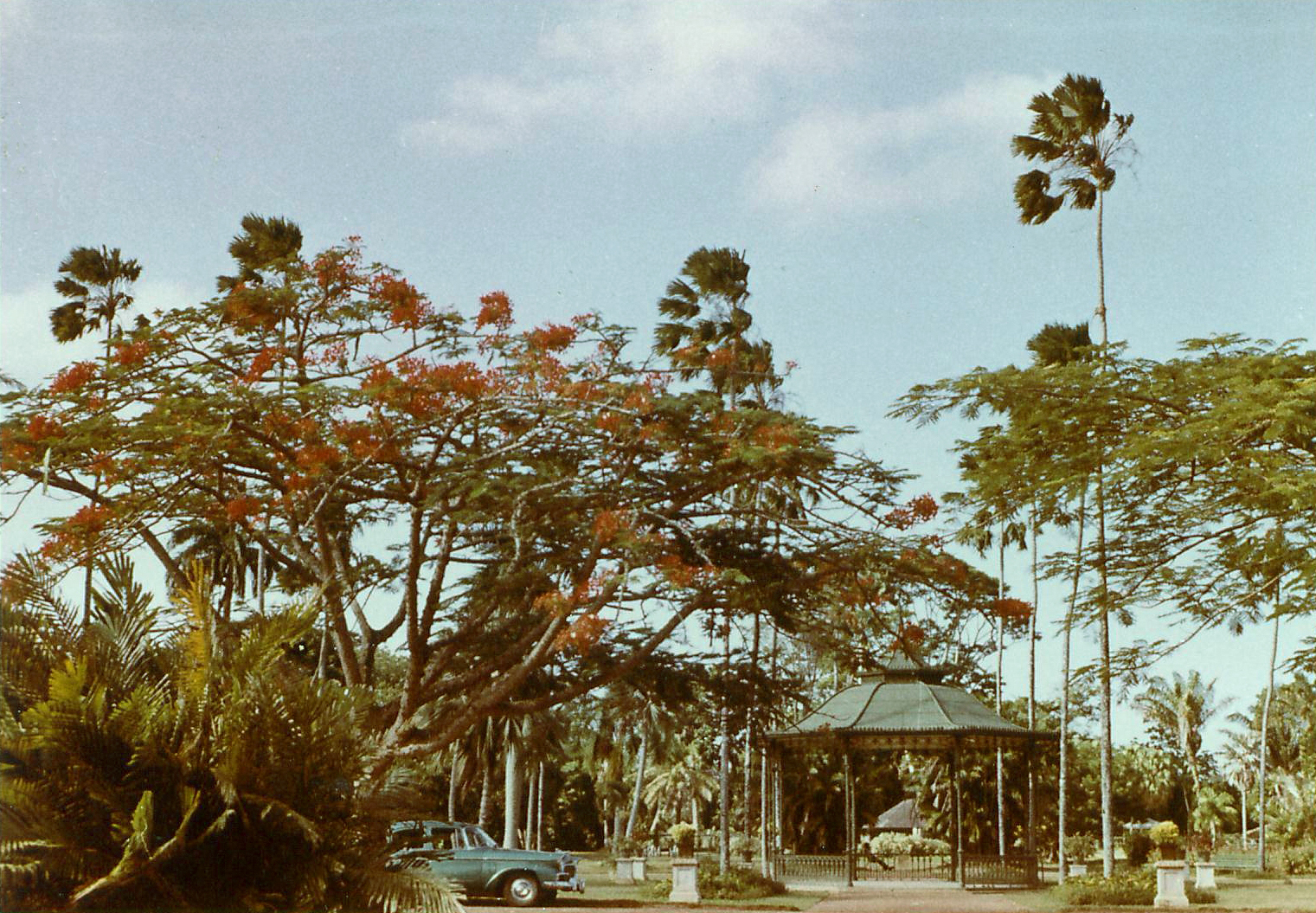
Flammenbäume im Botanischen Garten von Georgetown, 1958

In zahlreichen Entwässerungskanälen, die entlang breiter, mit Flammenbäumen und anderen blühenden Gehölzen bepflanzten Alleen die Stadt durchziehen und noch aus der niederländischen Periode stammen, wachsen Lotus und Riesenseerosen der Gattung Victoria, die Nationalpflanze Guyanas, die man besonders im großen Botanischen Garten bewundern kann. – Georgetown wird auch als die Gartenstadt der Karibik bezeichnet. Diese Bezeichnung hat jedoch nichts mit dem städtebaulichen Konzept Gartenstadt von Ebenezer Howard zu tun, sondern beruht vielmehr auf der starken Durchgrünung der Stadt.

## Geschichte

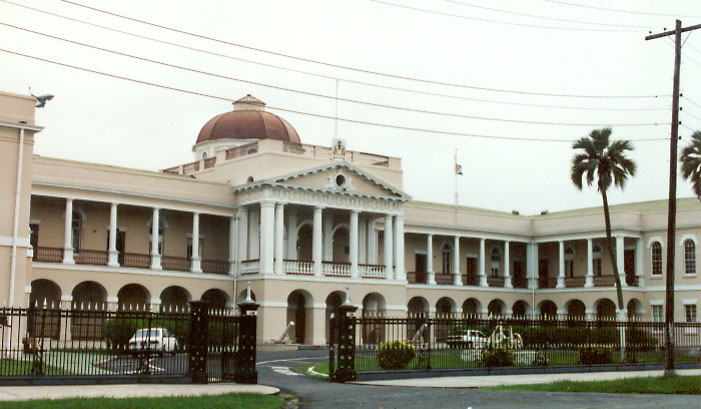
Parlamentsgebäude

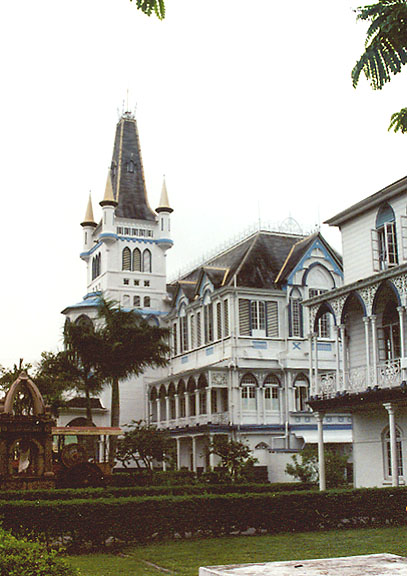
Georgetown City Hall

Georgetown wurde während der französischen Besetzung der Kolonien Essequibo und Demerara 1781 unter dem Namen Longchamps gegründet. Nach Rückgabe der Kolonien 1783 an die Niederlande erhielt die Stadt den Namen Stabroek, nach Nicolaas Geelvinck, Herr von Stabroek (Belgien), der einer der Direktoren im Vorstand der Niederländischen Westindien-Kompagnie (Herren XIX) war.
Die Kolonien Essequibo und Demerara wurden von 1796 bis 1802 und von 1803 bis 1814 durch die Briten eingenommen. 1814 wurden die Kolonien offiziell an das Vereinigte Königreich übertragen.
Anschließend erhielt die Stadt ihren heutigen Namen Georgetown, benannt nach dem britischen König Georg III.
1842 wurde die Diözese Guyana der Anglikanischen Church in the Province of the West Indies errichtet. Hauptkirche ist die St George’s Cathedral.
1945 zerstörte ein Brand große Teile der Altstadt. In der Stadt befindet sich eine Universität, die 1963 gegründete UG University of Guyana. Im Ortsteil Bourda, wo sich auch das Providence-Stadion befindet, in dem der Cricket World Cup 2007 sowie die ICC World Twenty20 2010 eröffnet wurden und das auch beim ICC Men’s T20 World Cup 2024 Verwendung fand, liegt der Guyana Zoological Park, der am 1. Januar 1952 eröffnet wurde.
Seit 1956 ist die Stadt Sitz des Bistums Georgetown, das auf das 1837 errichtete Apostolische Vikariat Britisch-Guayana zurückgeht. Die Hauptkirche ist die Kathedrale der Unbefleckten Empfängnis Mariens, die wegen ihres Anstrichs auch Grey Church (Graue Kirche) genannt wird.
Guyana erreichte am 26. Mai 1966 die Unabhängigkeit vom Vereinigten Königreich und Georgetown wurde zur Hauptstadt des Landes. Formal wurde das Land am 23. Februar 1970 unter Premier Forbes Burnham vom People’s National Congress (PNC) zur Kooperativen Republik erklärt. 1966 wurde Georgetown die Hauptstadt Guyanas. Am 13. Juni 1980 fiel Walter Rodney, Historiker und Politiker, einem vermutlich von der guyanischen Regierung initiierten Bombenattentat in Georgetown zum Opfer. 2007 hielt die Rio-Gruppe ihr insgesamt 19. Treffen in Georgetown ab. Am 30. Juli 2011 zerbrach eine Boeing 737-800 der Fluggesellschaft Caribbean Airlines bei der Landung auf dem Flughafen Georgetown. Alle Passagiere überlebten diesen Unfall.

## Einwohnerentwicklung
Georgetown hat 32.563 Einwohner in der eigentlichen Stadt und 134.599 in der Agglomeration (Stand jeweils 1. Januar 2005). Die folgende Übersicht zeigt die Einwohnerzahlen der eigentlichen Stadt ohne den Vorortgürtel.

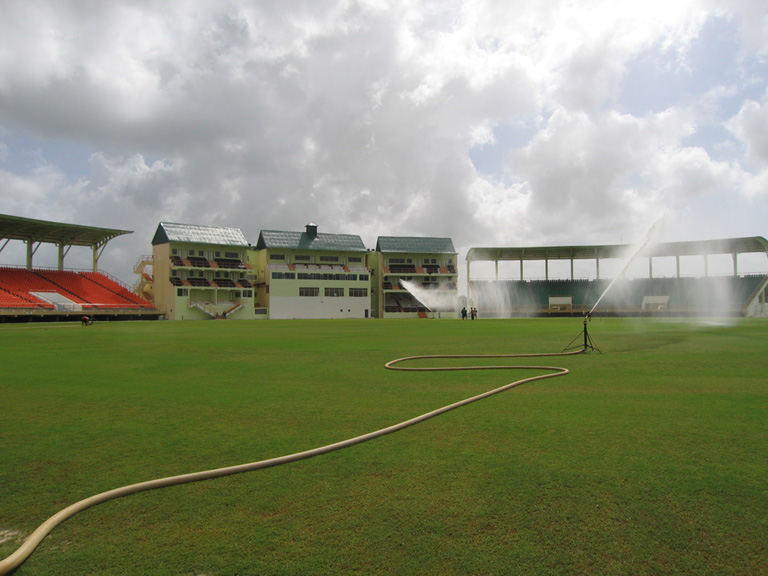
Das Cricket-Stadion
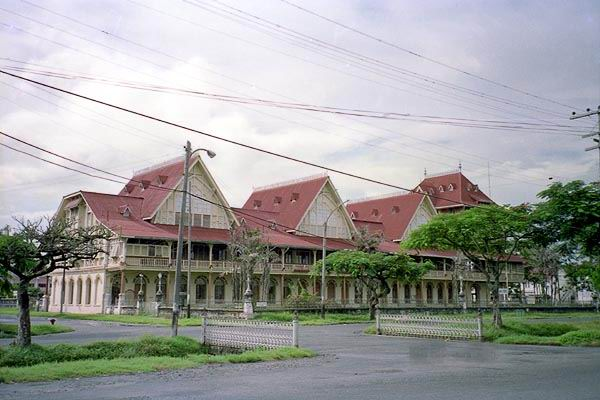
Victoria Law Courts

| Jahr | Einwohner |
| ---- | --------- |
| 1825 | 8.500     |
| 1881 | 47.000    |
| 1891 | 53.000    |
| 1901 | 53.200    |
| 1911 | 54.000    |
| 1921 | 53.400    |
| 1926 | 57.100    |

| Jahr | Einwohner |
| ---- | --------- |
| 1929 | 57.000    |
| 1931 | 69.700    |
| 1932 | 63.400    |
| 1936 | 66.600    |
| 1938 | 67.600    |
| 1943 | 73.200    |
| 1951 | 85.000    |

| Jahr | Einwohner |
| ---- | --------- |
| 1960 | 97.200    |
| 1970 | 63.184    |
| 1980 | 56.095    |
| 1991 | 48.842    |
| 2002 | 35.440    |
| 2005 | 32.563    |
| 2012 | 24.849    |

## Wirtschaft und Infrastruktur

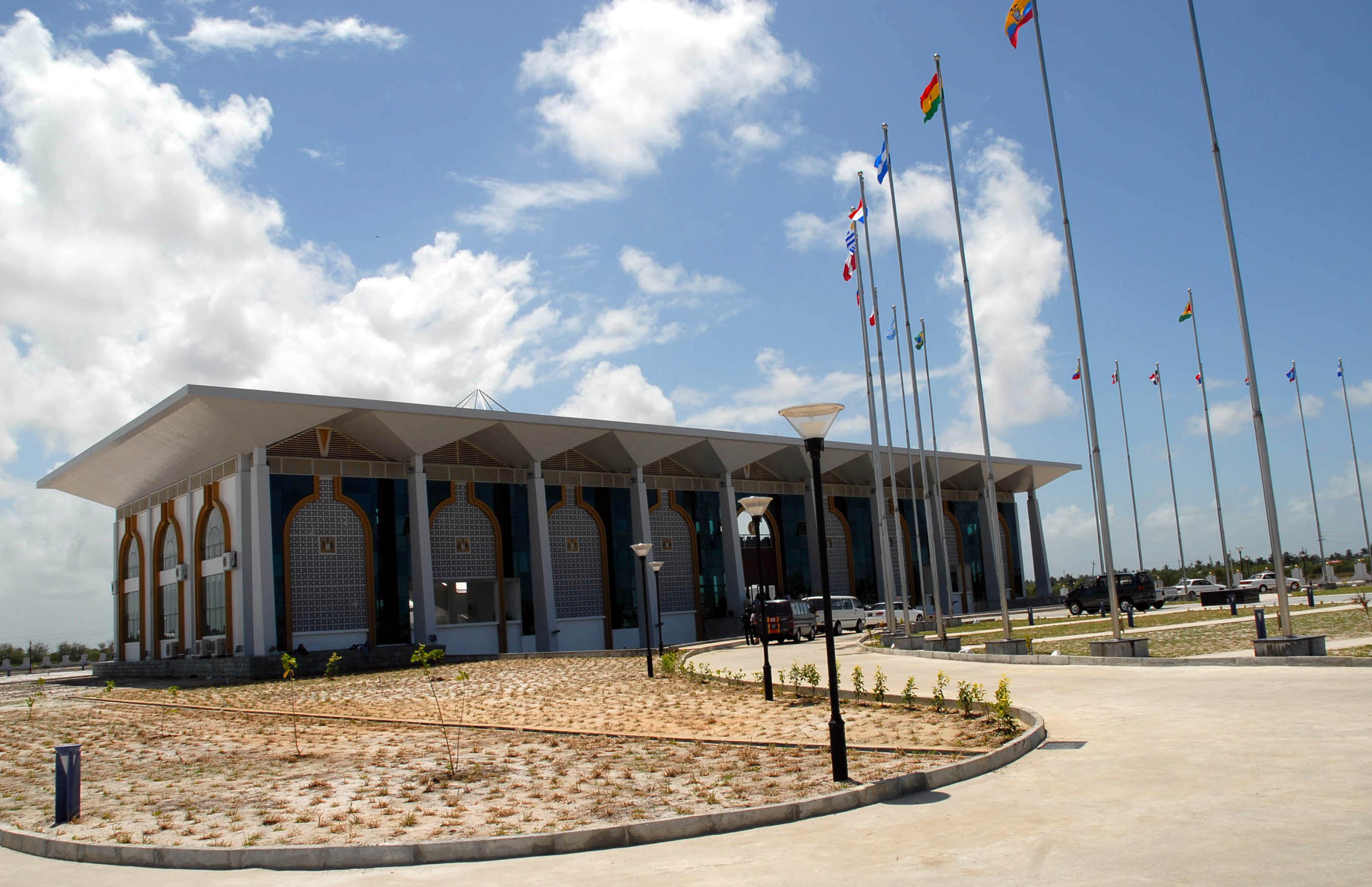
Internationales Konferenzzentrum von Georgetown

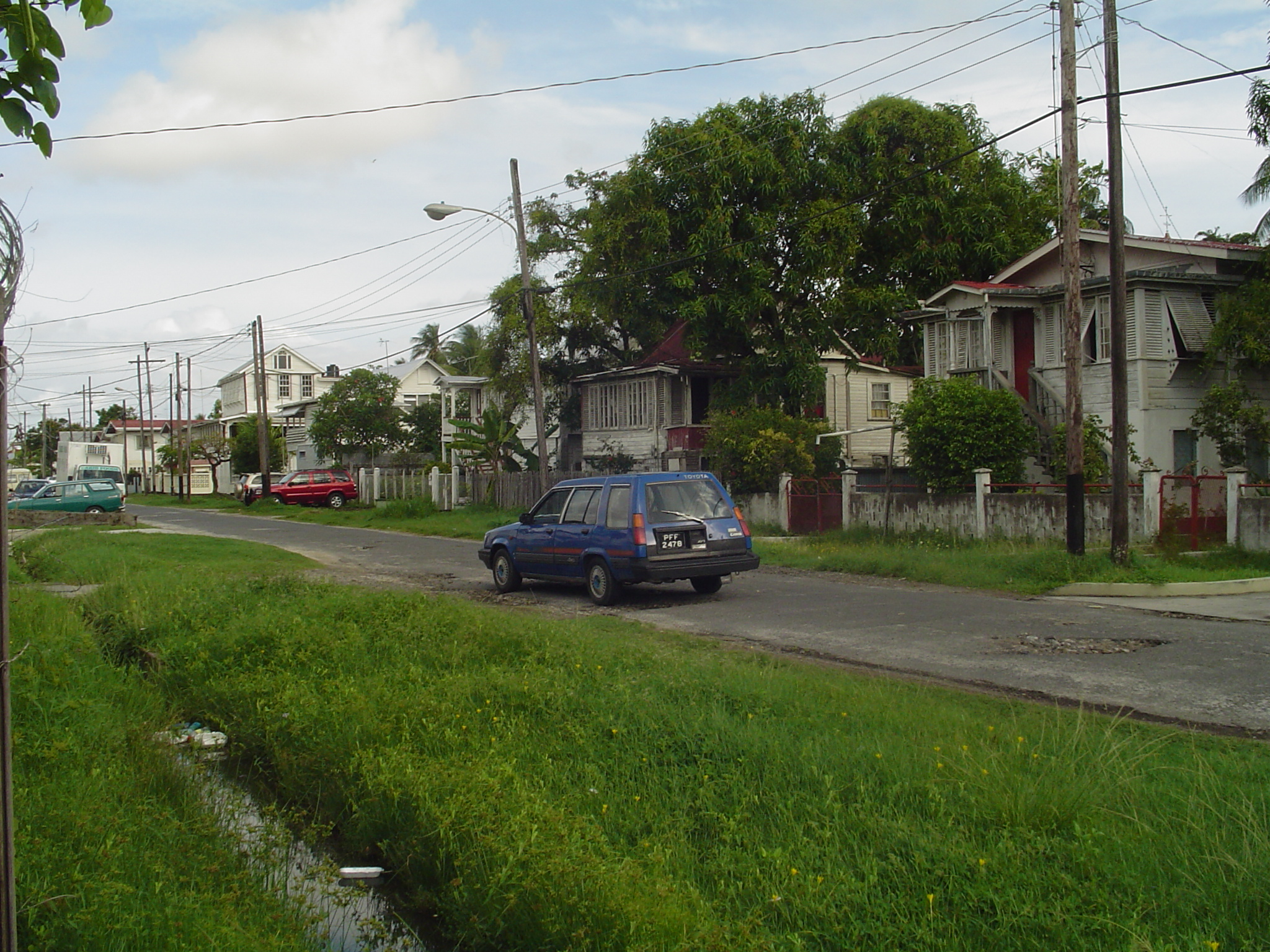
Laluni Street

Georgetown ist kulturelles und wirtschaftliches Zentrum des Landes. Der Seehafen der Stadt ist zugleich der Haupthafen von Guyana – hier wird ein Großteil der Exportgüter (u. a. Zucker, Holz, Reis und Bauxit) verschifft. Mit der Guyana Sugar Corporation hat das größte Unternehmen des Landes seinen Hauptsitz in der Hauptstadt. Zahlreiche weitere Firmen haben ihren Geschäftssitz in der Stadt. Dazu gehören unter anderem die wichtigsten Banken, Handels-, Energie- und Telekommunikationsunternehmen.
Auch die Wertpapierbörse des Landes, die Guyana Stock Exchange befindet sich hier. In der Stadt befindet sich eines von acht Regionalbüros der Internationalen Transportarbeiter-Föderation.
Der internationale Flughafen, Cheddi Jagan International Airport, liegt 40 km südlich der Stadt und ist durch Taxi-Verkehr über eine Verbindungsstraße angebunden. Nach Georgetown kommen mehr als 450.000 Touristen pro Jahr, das entspricht fast 86 % des gesamten Tourismus in Guyana.

## Klima
In Georgetown herrscht ganzjährig ein tropisches Klima mit warmen bis heißen Temperaturen. Die Relative Luftfeuchtigkeit schwankt das ganze Jahr mit der höchsten Luftfeuchtigkeit in Mai, Juni, August und Dezember. Der Juni ist mit 328 mm Niederschlag der feuchteste Monat, während der Februar mit durchschnittlich 88 mm Niederschlag der trockenste Monat ist. Die Niederschlagssumme beträgt 2261 mm. Bedingt durch die abkühlenden Nord-Ost-Passatwinde steigt das Quecksilber selten über 31 Grad Celsius. Der wärmste Monat ist der September mit 27,7 Grad Celsius, der kälteste Monat ist der Januar mit durchschnittlich 26,1 Grad Celsius. Die Durchschnittstemperatur beträgt 26,8 Grad Celsius.
|                       | Jan  | Feb  | Mär  | Apr  | Mai  | Jun  | Jul  | Aug  | Sep  | Okt  | Nov  | Dez  |   |      |
| Mittl. Tagesmax. (°C) | 28,7 | 28,9 | 29,6 | 29,5 | 29,4 | 29,2 | 29,6 | 30,2 | 30,8 | 30,7 | 30,2 | 29,4 | ⌀ | 29,7 |
| Mittl. Tagesmin. (°C) | 23,2 | 24,1 | 24,2 | 24,4 | 24,2 | 23,8 | 23,5 | 23,8 | 24,2 | 24,4 | 24,2 | 23,7 | ⌀ | 24   |
|                       |      |      |      |      |      |      |      |      |      |      |      |      |   |      |
| Niederschlag (mm)     | 185  | 88   | 111  | 140  | 288  | 328  | 268  | 201  | 97   | 107  | 186  | 262  | Σ | 2261 |
|                       |      |      |      |      |      |      |      |      |      |      |      |      |   |      |
| Regentage (d)         | 16   | 10   | 10   | 12   | 19   | 23   | 21   | 15   | 9    | 9    | 12   | 18   | Σ | 174  |

| 23,2 |

| 24,1 |

| 24,2 |

| 24,4 |

| 24,2 |

| 23,8 |

| 23,5 |

| 23,8 |

| 24,2 |

| 24,4 |

| 24,2 |

| 23,7 |

| 23,2 |

| 24,1 |

| 24,2 |

| 24,4 |

| 24,2 |

| 23,8 |

| 23,5 |

| 23,8 |

| 24,2 |

| 24,4 |

| 24,2 |

| 23,7 |

## Städtepartnerschaften
Georgetown hat mit folgenden Städten eine Partnerschaft:
- St. Louis (USA)[4]
- Port of Spain (Trinidad und Tobago)

## Söhne und Töchter der Stadt
- Donald Charles Cameron (1872–1948), britischer Kolonialgouverneur von Tanganjika und Nigeria
- Neil Ritchie (1897–1983), General im Zweiten Weltkrieg
- Jack London (1905–1966), britischer Leichtathlet, Medaillengewinner bei Olympia
- Phil Edwards (1907–1971), kanadischer Leichtathlet
- E. R. Braithwaite (1912–2016), Schriftsteller und Diplomat
- Keevil Daly (1923–2011), Gewichtheber
- Compton Gonsalves (1926–2012), Radrennfahrer aus Trinidad und Tobago
- Forbes Burnham (1923–1985), Präsident von Guyana
- Chris Brasher (1928–2003), Leichtathlet und Olympiasieger 1956 im 3000-Meter-Hindernislauf
- Hugh Desmond Hoyte (1929–2002), Premierminister und Präsident von Guyana
- Harry Baird (1931–2005), britischer Schauspieler
- Hamilton Green (* 1934), Politiker
- George De Peana (1936–2021), Leichtathlet und Gewerkschafter
- Samuel Insanally (1936–2023), Politiker, Diplomat und Außenminister
- Walter Rodney (1942–1980), marxistischer Historiker und Politiker aus Guyana
- R. B. Greaves (1943–2012), US-amerikanischer Sänger und Songwriter
- Clive Lloyd (* 1944), ehemaliger Cricketspieler
- David Arthur Granger (* 1945), Politiker, Präsident von Guyana
- Grace Nichols (* 1950), Schriftstellerin
- CCH Pounder (* 1952), Schauspielerin
- Dennis Andries (* 1953), ehemaliger Boxweltmeister
- Reginald Ford (1953–2021), Boxer
- John Derek Persaud (* 1956), römisch-katholischer Geistlicher und Bischof von Mandeville
- Michael Parris (* 1957), Boxer
- Mark McKoy (* 1961), Hürdenläufer und Sprinter
- Mark Phillips (* 1961), Militär und Politiker, Premierminister von Guyana
- Sheridon Baptiste (* 1964), kanadischer Bobfahrer
- Norman Madhoo (* 1964), Dartspieler
- Egerton Marcus (* 1965), Boxer
- Charmaine Hooper (* 1968), kanadische Fußballspielerin
- Victor Ramdin (* 1968), Pokerspieler
- Ian Danney (* 1969), kanadischer Bobfahrer
- Wayne Braithwaite (* 1975), Berufsboxer und ehemaliger Weltmeister im Cruisergewicht
- Charles Allen (* 1977), Leichtathlet
- Jude Bentley (1978–2020), Radsportler
- Rawle Marshall (* 1982), Basketballspieler
- Sudesh Fitzgerald (* 1986), Dartspieler
- Letitia Wright (* 1993), guyanisch-britische Schauspielerin
- Emanuel Archibald (* 1994), Leichtathlet
- Mary Fung-A-Fat (* 1994), Squashspielerin
- Romario Shepherd (* 1994), Cricketspieler
- Gudakesh Motie (* 1995), Cricketspieler
- Hannibal Gaskin (* 1997), Schwimmer
- Kenisha Phillips (* 2001), Sprinterin